# Xiongguanlong baimoensis
Xiongguanlong baimoensis es la única especie conocida del género extinto Xiongguanlong (zhn. "dragón de Jiayuguan") de dinosaurio terópodo Tyrannosauroidea,  que vivió a mediados del período Cretácico, hace aproximadamente entre 123 y 113 millones de años, desde el Aptiense al Albiense, en lo que es hoy Asia.

## Descripción

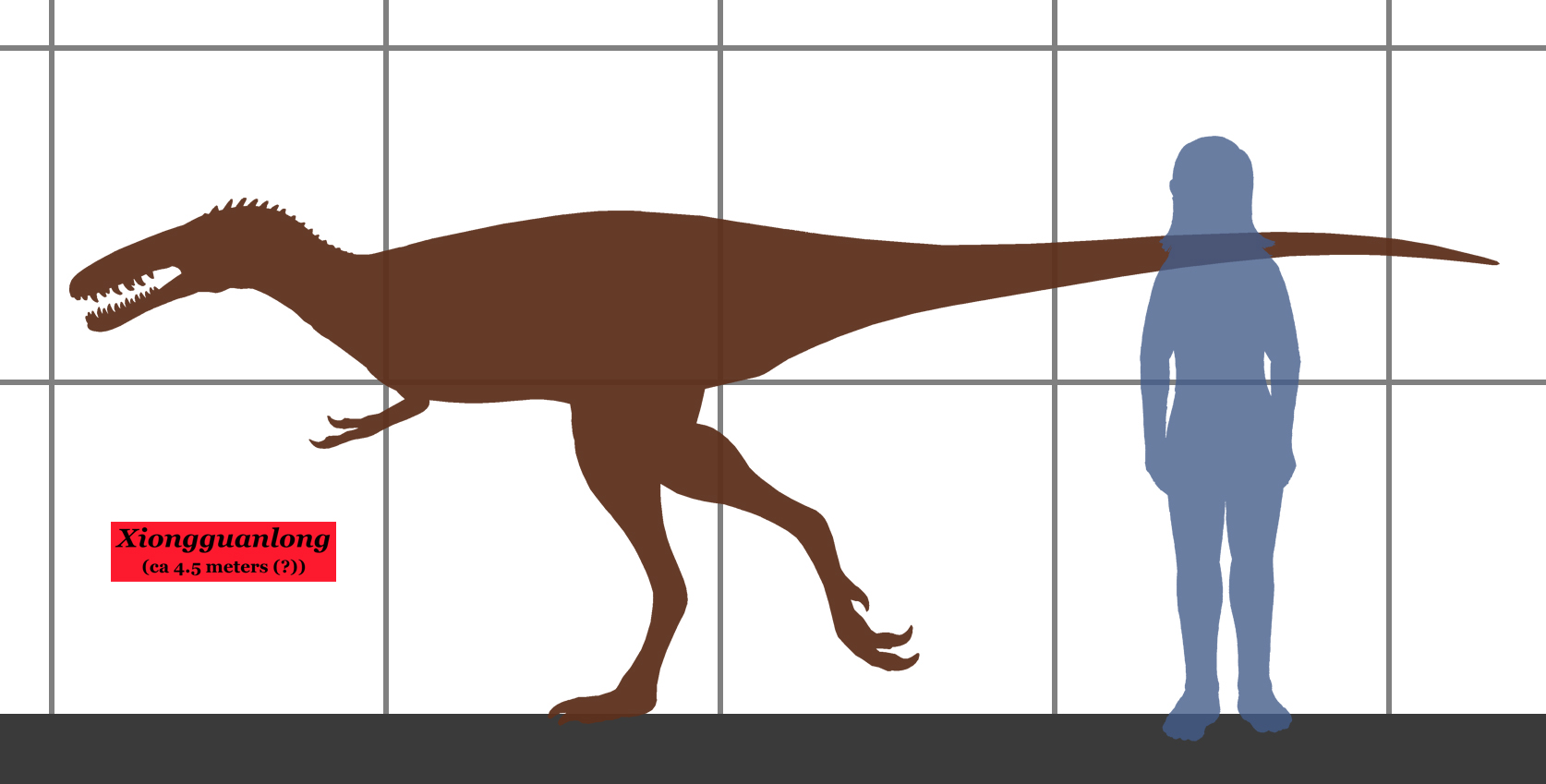
Tamaño comparado al de un humano.

Xiongguanlong era un animal bípedo que equilibraba su cuerpo con una larga cola, como la mayoría de los otros terópodos. Era un tiranosauroide pequeño, que medía 5 metros de largo y pesaba entre 170 y 270 kilogramos, que palidecen ante los cuatro metros de altura y las cinco toneladas del Tyrannosaurus rex. Las vértebras eran más robustas que en otros tiranosauroides basales , posiblemente para soportar mejor un cráneo grande que tenía un hocico largo parecido al de Alioramus. El cráneo medía 50 centímetros de largo y albergaba 70 dientes, escasamente afilados en comparación con otras especies de tiranosáuridos. A diferencia de su pariente, Tyrannosaurus, el hocico es más alargado y fino que el de este, más adaptado a cortar carne que a triturar huesos. A diferencia del Guanlong y otros tiranosauroides primitivos no poseía una cresta sobre el hocico. Peter Makovicky explicó en la revista Proceedings de la Royal Society británica que en esos restos ya se aprecian algunos rasgos distintivos del Tyrannosaurus rex, un cráneo en forma de caja, huesos reforzados en la sien para soportar la musculatura maxilar y una fuerte columna vertebral que sostiene una gran cabeza.

## Descubrimiento e investigación
Xiongguanlong se basa en unos fósiles encontrados en la ciudad de Jiayuguan, provincia de Gansu en el Grupo Xinminpu al oeste de la China. La especie tipo es X. baimoensis, fue descrita en línea en 2009 por un grupo de investigadores de China y Estados Unidos y publicada formalmente en enero de 2009. Los fósiles incluyen un cráneo ,vértebras , un ilion derecho y el fémur derecho. Las rocas en las que se encontró son de la Formación Xiagou, que conserva fósiles de finales del Aptiense.
Los restos, que pertenecen a un antecesor del Tyrannosaurus rex, permitirán llenar el hueco entre los grandes dinosaurios más avanzados y las especies menores previas. El estudio de los tiranosauroides se ha basado tradicionalmente en fósiles de dos etapas diferentes del Cretácico, en el comenzó hace 145 millones de años en el Barremiense y al final hace 85-65 millones de años entre el Campaniense y Maastrichtiense. Explica Makovicky, experto del Área de Dinosaurios del Museo Field de Historia Natural de Chicago; "Teníamos un agujero de entre 40 y 50 millones de años en el que carecíamos de fósiles". El vínculo "genético, morfológico y temporal" entre estos dos grupos, los pequeños como el Guanlong a los gigantes como el Tyrannosaurus sería  el Xiongguanlong baimoensis, como ha sido bautizado. El nombre genérico deriva del término chino xiong guan, Jiayuguan, gran paso, y long, dragón, mientras que el específico viene de baimo o fantasma blanco, por el área del descubrimiento, conocida como el castillo del fantasma blanco, sur del desierto del Gobi.

## Clasificación
Xiongguanlong aparece en el análisis filogenético propuesto por los autores como un taxón hermano a Tyrannosauridae más Appalachiosaurus, y presenta varias características con el sello de los tiranosáuridos, incluyendo una cresta sagital parietal aguda, una caja craneana cúbica, un cuadradoyugal con un proceso dorsal y un borde caudal doblado, dientes premaxilares que llevan un canto lingual medio, y la espina dorsal ampliada superada por procesos distintos en sus esquinas. Se ha encontrado que está estrechamente relacionado con Alectrosaurus.
Xiongguanlong es caracterizado por un estrecho y alargado hocico que se asemejan al de Alioramus. Los nasales delgados, sin cresta de Xiongguanlong contrarían con la reciente hipótesis de la progresión correlacionada en mecánicos de alimentación del tiranosáuridos, y sugieren patrones más complejos de la evolución del carácter en la integración de adaptaciones de alimentación en tiranosáuridos. Las estimaciones de la masa del cuerpo para el espécimen maduro de Xiongguanlong está entre las de últimos tiranosáuridos cretáceos y los tiranosáuridos del Barremiano, sugiriendo que la tendencia del tamaño de cuerpo cada vez mayor observado en los Tyrannosauridae norteamericanos de finales de la era de los dinosaurios, puede extenderse antes en la historia del clado, sin embargo trabajos filogenéticos se requieren corroborar esto.

### Filogenia
Abajo un cladograma que muestra a Xiongguanlong como un taxón externo a los Tyrannosauridae y a Appalachiosaurus:

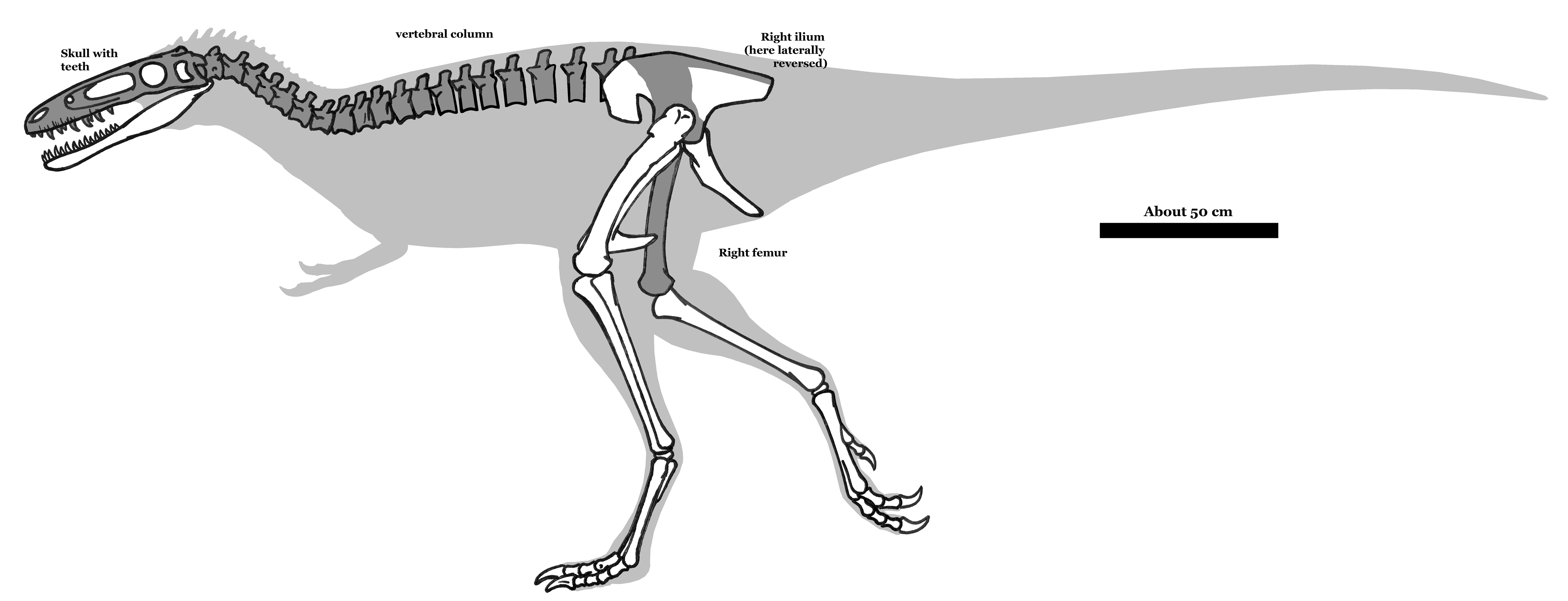
leftRestos fósiles recuperados.

|  | Xiongguanlong                                                        |
|  |                                                                      |
|  | \| \| Appalachiosaurus \| \| \| \| \| \| Tyrannosauridae \| \| \| \| |
|  |                                                                      |
|  | Appalachiosaurus                                                     |
|  |                                                                      |
|  | Tyrannosauridae                                                      |
|  |                                                                      |

|  | Appalachiosaurus |
|  |                  |
|  | Tyrannosauridae  |
|  |                  |

|  | Xiongguanlong                                                        |
|  |                                                                      |
|  | \| \| Appalachiosaurus \| \| \| \| \| \| Tyrannosauridae \| \| \| \| |
|  |                                                                      |
|  | Appalachiosaurus                                                     |
|  |                                                                      |
|  | Tyrannosauridae                                                      |
|  |                                                                      |

|  | Appalachiosaurus |
|  |                  |
|  | Tyrannosauridae  |
|  |                  |

|  | Xiongguanlong                                                        |
|  |                                                                      |
|  | \| \| Appalachiosaurus \| \| \| \| \| \| Tyrannosauridae \| \| \| \| |
|  |                                                                      |
|  | Appalachiosaurus                                                     |
|  |                                                                      |
|  | Tyrannosauridae                                                      |
|  |                                                                      |

|  | Appalachiosaurus |
|  |                  |
|  | Tyrannosauridae  |
|  |                  |

|  | Xiongguanlong                                                        |
|  |                                                                      |
|  | \| \| Appalachiosaurus \| \| \| \| \| \| Tyrannosauridae \| \| \| \| |
|  |                                                                      |
|  | Appalachiosaurus                                                     |
|  |                                                                      |
|  | Tyrannosauridae                                                      |
|  |                                                                      |

|  | Appalachiosaurus |
|  |                  |
|  | Tyrannosauridae  |
|  |                  |

|  | Xiongguanlong                                                        |
|  |                                                                      |
|  | \| \| Appalachiosaurus \| \| \| \| \| \| Tyrannosauridae \| \| \| \| |
|  |                                                                      |
|  | Appalachiosaurus                                                     |
|  |                                                                      |
|  | Tyrannosauridae                                                      |
|  |                                                                      |

|  | Appalachiosaurus |
|  |                  |
|  | Tyrannosauridae  |
|  |                  |

|  | Xiongguanlong                                                        |
|  |                                                                      |
|  | \| \| Appalachiosaurus \| \| \| \| \| \| Tyrannosauridae \| \| \| \| |
|  |                                                                      |
|  | Appalachiosaurus                                                     |
|  |                                                                      |
|  | Tyrannosauridae                                                      |
|  |                                                                      |

|  | Appalachiosaurus |
|  |                  |
|  | Tyrannosauridae  |
|  |                  |

|  | Xiongguanlong                                                        |
|  |                                                                      |
|  | \| \| Appalachiosaurus \| \| \| \| \| \| Tyrannosauridae \| \| \| \| |
|  |                                                                      |
|  | Appalachiosaurus                                                     |
|  |                                                                      |
|  | Tyrannosauridae                                                      |
|  |                                                                      |

|  | Appalachiosaurus |
|  |                  |
|  | Tyrannosauridae  |
|  |                  |

|  | Xiongguanlong                                                        |
|  |                                                                      |
|  | \| \| Appalachiosaurus \| \| \| \| \| \| Tyrannosauridae \| \| \| \| |
|  |                                                                      |
|  | Appalachiosaurus                                                     |
|  |                                                                      |
|  | Tyrannosauridae                                                      |
|  |                                                                      |

|  | Appalachiosaurus |
|  |                  |
|  | Tyrannosauridae  |
|  |                  |